# Церковь декабристов
Музей «Церковь декабристов» — филиал Забайкальского краевого краеведческого музея им. А. К. Кузнецова.
Располагается в деревянном здании бывшей Михайло-Архангельской церкви, возведенной в 1776 году на пожертвования горожан в Чите.

## История
Здание Градочитинской Михайло-Архангельской церкви в заброшенном виде было передано краеведческому музею в 1971 году для открытия филиала. Тут были размещены экспозиции, связанные с историей города Читы. К 160-летнему юбилею восстания декабристов в 1985 году музей был торжественно открыт как «музей декабристов».
В этом здании, находясь в ссылке в церкви венчались декабристы И. А. Анненков с П. Гёбль и Д. И. Завалишин с А. С. Смольяниновой. Рядом с церковью похоронена дочь Волконских — Софья.

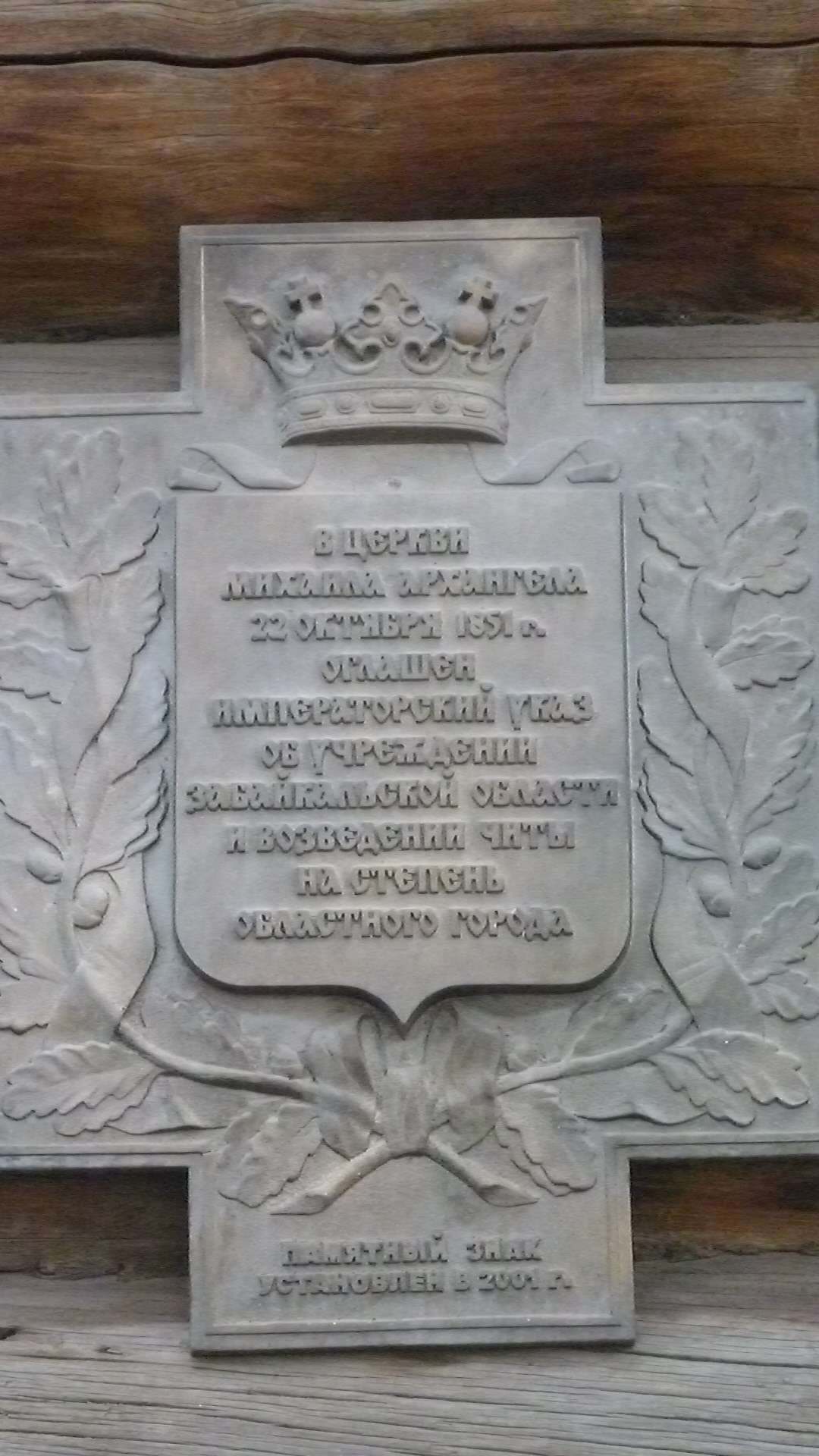
Памятный знак на Церкви декабристов
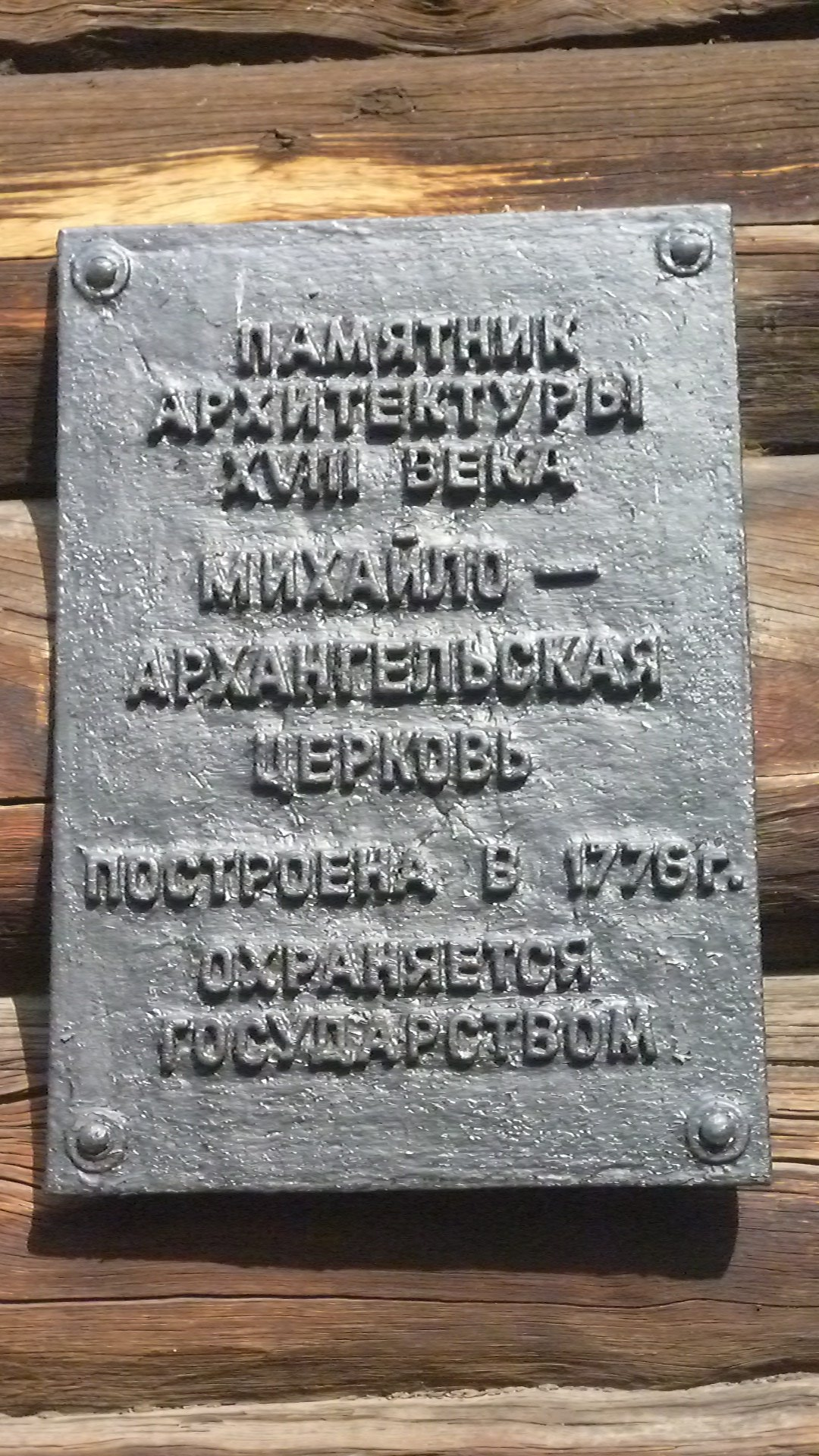
Памятный знак памятника архитектуры